# روکاگلوریوسا
روکاگلوریوسا (به ایتالیایی: Roccagloriosa) یک کومونه در ایتالیا است که در استان سالرنو واقع شده‌است.

## خصوصیات
روکاگلوریوسا ۴۲ کیلومترمربع مساحت و ۱٬۶۵۰ نفر جمعیت دارد و ۴۳۰ متر بالاتر از سطح دریا واقع شده‌است.